# Saketh Myneni
 Saketh Myneni  (nacido el 19 de octubre de 1987) es un tenista profesional de India, nacido en la ciudad de Andhra Pradesh.

## Carrera
Su mejor ranking individual es el N.º 137 alcanzado el 12 de septiembre de 2016, mientras que en dobles logró la posición 74 el 16 de enero de 2023.
No ha logrado hasta el momento títulos de la categoría ATP, sin embargo ha logrado 11 títulos en el ATP Challenger Tour, dos de ellos en la modalidad de individuales y los restantes en dobles.

### Copa Davis
Desde el año 2014 es participante del Equipo de Copa Davis de India. Tiene en esta competición un récord total de partidos ganados/perdidos de 3/0 (1/0 en individuales y 2/0 en dobles).

### 2014
En el mes de febrero ganó su primer título de la categoría ATP Challenger Tour en su país. Junto a Sanam Singh como pareja ganaron el Challenger de Calcuta, derrotando a Divij Sharan y Vishnu Vardhan en la final por 6-3, 3-6, 10-4.
A la semana siguiente nuevamente junto a Sanam Singh y nuevamente en su país obtuvo su segundo título. Esta vez el Challenger de Nueva Delhi 2014 derrotando en la final a los hermanos tailandeses Sanchai Ratiwatana y Sonchat Ratiwatana por 7-65 y 6-4.

## Títulos Challenger; 18 (2 + 16)
| Leyenda             | Individuales | Dobles |
| ------------------- | ------------ | ------ |
| ATP Challenger Tour | 2            | 16     |

### Individuales
| N.º | Fecha      | Torneo                         | Superficie | Oponentes en la final | Resultado      |
| --- | ---------- | ------------------------------ | ---------- | --------------------- | -------------- |
| 1.  | 19.10.2014 | Challenger de Indore           | Dura       | Aleksandr Nedovyesov  | 6:3, 6:74, 6:3 |
| 2.  | 18.10.2015 | Challenger de Ho Chi Minh City | Dura       | Jordan Thompson       | 7-5, 6-3       |

### Dobles
| N.º | Fecha      | Torneo                      | Superficie    | Pareja                | Oponentes en la final                               | Resultado              |
| --- | ---------- | --------------------------- | ------------- | --------------------- | --------------------------------------------------- | ---------------------- |
| 1.  | 14.02.2014 | Challenger de Calcuta       | Dura (i)      | Sanam Singh           | Divij Sharan Vishnu Vardhan                         | 6-3, 3-6, 10-4         |
| 2.  | 22.02.2014 | Challenger de Nueva Delhi   | Dura          | Sanam Singh           | Sanchai Ratiwatana Sonchat Ratiwatana               | 7-65, 6-4              |
| 3.  | 24.10.2014 | Challenger de Pune          | Dura          | Sanam Singh           | Sanchai Ratiwatana Sonchat Ratiwatana               | 6-3, 6-2               |
| 4.  | 26.09.2015 | Challenger de Esmirna       | Dura          | Divij Sharan          | Malek Jaziri Denys Molchanov                        | 7–6(5), 4–6, 0-0 (ret) |
| 5.  | 24.10.2015 | Challenger de Bangalore     | Dura          | Sanam Singh           | John Paul Fruttero Vijay Sundar Prashanth           | 5-7, 6-4, [10-2]       |
| 6.  | 24.04.2016 | Challenger de Nanjing       | Dura          | Jeevan Nedunchezhiyan | Denys Molchanov Aleksandr Nedovyesov                | 6-3, 6-2               |
| 7.  | 03.08.2019 | Challenger de Chengdu       | Dura          | Arjun Kadhe           | Nam Ji-sung Song Min-kyu                            | 6-3, 0-6, [10-6]       |
| 8.  | 12.02.2022 | Challenger de Bangalore     | Dura          | Ramkumar Ramanathan   | Hugo Grenier Alexandre Müller                       | 6-3, 6-2               |
| 9.  | 09.04.2022 | Challenger de Salinas       | Dura          | Yuki Bhambri          | JC Aragone Roberto Quiroz                           | 4-6, 6-3, [10-7]       |
| 10. | 04.06.2022 | Challenger de Prostějov     | Tierra batida | Yuki Bhambri          | Roman Jebavý Andrej Martin                          | 6-3, 7-5               |
| 11. | 09.07.2022 | Challenger de Porto         | Dura          | Yuki Bhambri          | Nuno Borges Francisco Cabral                        | 6–4, 3–6, [10–6]       |
| 12. | 06.08.2022 | Challenger de Lexington     | Dura          | Yuki Bhambri          | Gijs Brouwer Aidan McHugh                           | 3–6, 6–4, [10–8]       |
| 13. | 03.09.2022 | Challenger de Mallorca      | Dura          | Yuki Bhambri          | Marek Gengel Lukáš Rosol                            | 6–2, 6–2               |
| 14. | 14.01.2023 | Challenger de Nonthaburi II | Dura          | Yuki Bhambri          | Christopher Rungkat Akira Santillan                 | 2–6, 7–6(7), [14–12]   |
| 15. | 10.02.2024 | Challenger de Chennai       | Dura          | Ramkumar Ramanathan   | Rithvik Choudary Bollipalli Niki Kaliyanda Poonacha | 3-6, 6-3, [10-5]       |
| 16. | 17.02.2024 | Challenger de Bangalore     | Dura          | Ramkumar Ramanathan   | Constantin Bittoun Kouzmine Maxime Janvier          | 6-3, 6-4               |
| 17. | 02.11.2024 | Challenger de Seúl          | Dura          | Ramkumar Ramanathan   | Vasil Kirkov Bart Stevens                           | 6-4, 4-6, [10-3]       |